# Bobrowice (gmina)
Pour les articles homonymes, voir Bobrowice.
Bobrowice est une gmina rurale (gmina wiejska) de la powiat de Krosno Odrzańskie, dans la Voïvodie de Lubusz, dans l'ouest de la Pologne.
Son siège administratif (chef-lieu) est le village de Bobrowice, qui se situe environ 9 kilomètres au sud de Krosno Odrzańskie (siège de la powiat) et 29 kilomètres à l'ouest de Zielona Góra (siège de la diétine régionale).
La gmina couvre une superficie de 185,05 kilomètres carrés pour une population de 3 113 habitants en 2006.

## Histoire
De 1975 à 1998, la gmina est attachée administrativement à la voïvodie de Zielona Góra.

Depuis 1999, elle fait partie de la voïvodie de Lubusz.

## Géographie
La gmina inclut les villages et localités de :

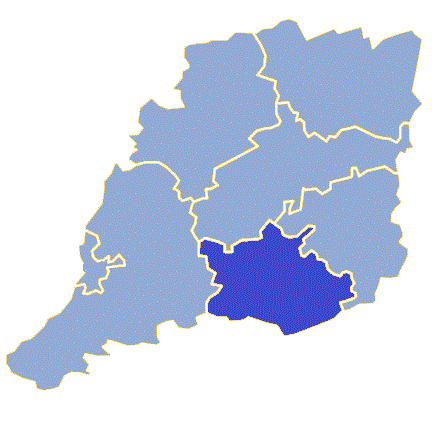
Plan de la gmina

- Barłogi
- Bobrowice
- Bronków
- Bronkówek
- Brzezinka
- Chojnowo
- Chromów
- Czeklin
- Dachów
- Dęby
- Dychów
- Janiszowice
- Kołatka
- Kukadło
- Lubnica
- Młyniec
- Prądocinek
- Przychów
- Strużka
- Tarnawa Krośnieńska
- Wełmice
- Żarków

### Gminy voisines
La gmina de Bobrowice est voisine des gminy suivantes :
- Dąbie
- Gubin
- Krosno Odrzańskie
- Lubsko
- Nowogród Bobrzański

## Structure du terrain
D'après les données de 2002, la superficie de la commune de Bobrowice est de 185,05 kilomètres carrés, répartis comme telle :
- terres agricoles : 23%
- forêts : 66%

La commune représente 13,31% de la superficie du powiat.

## Démographie
Données du 30 juin 2005 :
| Description        | Total  | Total | Femmes | Femmes | Hommes | Hommes |
| ------------------ | ------ | ----- | ------ | ------ | ------ | ------ |
| Unité              | Nombre | %     | Nombre | %      | Nombre | %      |
| Population         | 3 102  | 100   | 1 579  | 50,9   | 1 523  | 49,1   |
| Densité (hab./km²) | 16,8   | 16,8  | 8,5    | 8,5    | 8,3    | 8,3    |